# Дрімлюга коста-риканський
Дрімлюга коста-риканський (Antrostomus saturatus) — вид дрімлюгоподібних птахів родини дрімлюгових (Caprimulgidae). Мешкає в Коста-Риці і Панамі.

## Опис
Довжина птаха становить 21-25 см, вага 50 г. Верхня частина тіла чорнувата, поцяткована рудувато-коричневими плямками і смужками. Обличчя рудувато-коричневе. Центральні стернові пера чорнуваті, поцятковані рудувато-коричневими смужками, три пари крайніх стернових пер на кінці білі, з меншою кількістю смужок. Крила чорнуваті, поцятковані рудувато-коричневими смужками. Горло і груди чорнуваті, поцятковані білими смужками, на горлі вузька білувато-охриста смужка. Живіт коричнювато-охристий, поцяткований вузькими чорними смужками. Самиці мають більш рудувате забарвлення, кінчики стернових пер у них вузькі і охристі, а не широкі і білі.

## Поширення і екологія
Коста-риканські дрімлюги мешкають на високогірн'ях Коста-Рики, а також на схилах вулкана Бару в панамській провінції Чирикі. Вони живуть на узліссях вологих гірських тропічних лісів та на галявинах, зустрічаються на висоті від 1500 до 3100 м над рівнем моря. Ведуть нічний спосіб життя. Живляться комахами, яких ловлять в польоті, злітають з низько розташованої гілки, рідше з землі. Сезон розмноження триває з лютого по квітень. Відкладають яйця на землю, серед густої трави.

## Збереження
МСОП класифікує цей вид як такий, що не потребує особливих заходів зі збереження. За оцінками дослідників, популяція коста-риканських дрімлюг становить від 20 до 50 тисяч птахів. Популяція є стабільною.